# Fabian Hambüchen

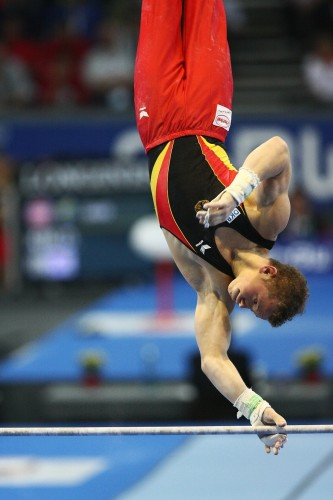

Fabian Hambüchen est un gymnaste artistique allemand, né à Bergisch Gladbach le 25 octobre 1987. Il est champion olympique à la barre fixe en 2016.
Fabian Hambüchen a obtenu une médaille de bronze aux Jeux olympiques d'été de 2008 et une médaille d'argent aux Jeux olympiques d'été de 2012 lors de la finale à la barre fixe.

## Biographie
Gymnaste complet glanant des titres européens au sol, au concours complet, il est également triple champion d'Europe à la barre fixe, son agrès de prédilection. Il remporta également l'or mondial en 2007, année où il réalisa le doublé Mondiaux et Europe sur cet agrès. Avec son grand rival grec Vlásios Máras et aîné, il régna sur la barre fixe européenne au-milieu de la première décennie du XXIe siècle, conquérant trois titres européens en 2005, 2007 et 2008, les autres étant tous remportés par Vlásios Máras.
En 2007, il est élu sportif de l'année en Allemagne.

## Palmarès

### Jeux olympiques
- Pékin 2008
  -  médaille de bronze à la barre fixe

- Londres 2012
  -  médaille d'argent à la barre fixe
  - 7e au concours par équipes
  - 15e au concours général individuel

- Rio de Janeiro 2016
  -  médaille d'or à la barre fixe
  - 7e au concours par équipes

### Championnats du monde
- Aarhus 2006
  -  médaille de bronze au concours général individuel
  -  médaille de bronze au saut de cheval

- Stuttgart 2007
  -  Champion du monde à la barre fixe
  -  médaille d'argent au concours général individuel
  -  médaille de bronze par équipes

- Rotterdam 2010
  -  médaille de bronze au concours par équipes
  -  médaille de bronze à la barre fixe

- Anvers 2013
  -  médaille de bronze au concours général individuel
  -  médaille d'argent à la barre fixe
  - 7e place au sol

### Championnats d'Europe
- Debrecen 2005
  -  Champion d'Europe à la barre fixe

- Amsterdam 2007
  -  Champion d'Europe à la barre fixe
  -  médaille d'argent au concours général individuel

- Lausanne 2008
  -  Champion d'Europe à la barre fixe
  -  médaille d'argent au concours par équipes
  -  médaille de bronze au sol

- Turin 2009
  -  Champion d'Europe au concours général individuel
  -  Champion d'Europe au sol
  -  médaille de bronze aux barres parallèles

- Birmingham 2010
  -  médaille d'or au concours par équipes
  -  médaille de bronze à la barre fixe

### Universiades
- Kazan 2013
  -  médaille d'argent au concours général individuel
  -  médaille d'argent au sol